# Johann Heinrich Bösenselle
Johann Heinrich Bösenselle (latinsky Henricus Antonius Bösenselle, česky Jindřich Antonín Boesenselle; 1719, Vestfálsko – 18. září 1767, Olomouc) byl německý právník, profesor práva a první světský rektor Olomoucké univerzity.

## Život
Původem z Vestfálska, Johann Heinrich Bösenselle přijal pozici na právnické profesuře Olomoucké univerzity (současně také olomoucké stavovské akademie) v roce 1751. Společně s profesorem Josefem Antonínem Sommerem se snažili pozvednout kvalitu výuky práva v Olomouci. Výuka se rozšířila o mezinárodní, veřejné a přirozené právo, vyučované podle Grotia a Vitoria. Bösenselle také vyučoval historii a státovědu Imperii Romano-Germanici podle Johanna Jacoba Mascova. V roce 1755 pak došlo k prodloužení výuky práva na tři roky, přičemž probíhala 10 měsíců ročně.
Od padesátých let 18. století probíhal zápas mezi císařovnou Marii Terezií a jezuity o moc nad univerzitou. Jezuité univerzitu kontrolovali od jejího založení v roce 1573 a pozice Rectora Magnifica automaticky připadala rektorovi jezuitské koleje. Císařovna nejprve rozhodla, že Rectora Magnifica bude volit akademická obec. Nicméně i volba v roce 1765 vedla k obsazení pozice teologem, načež se císařovna rozhodla vzít celou věc pevně do svých rukou, a v roce 1766 jmenovala nejvyšším hodnostářem univerzity Johanna Heinricha Bösenselleho.